# 黑默爾馬克湖

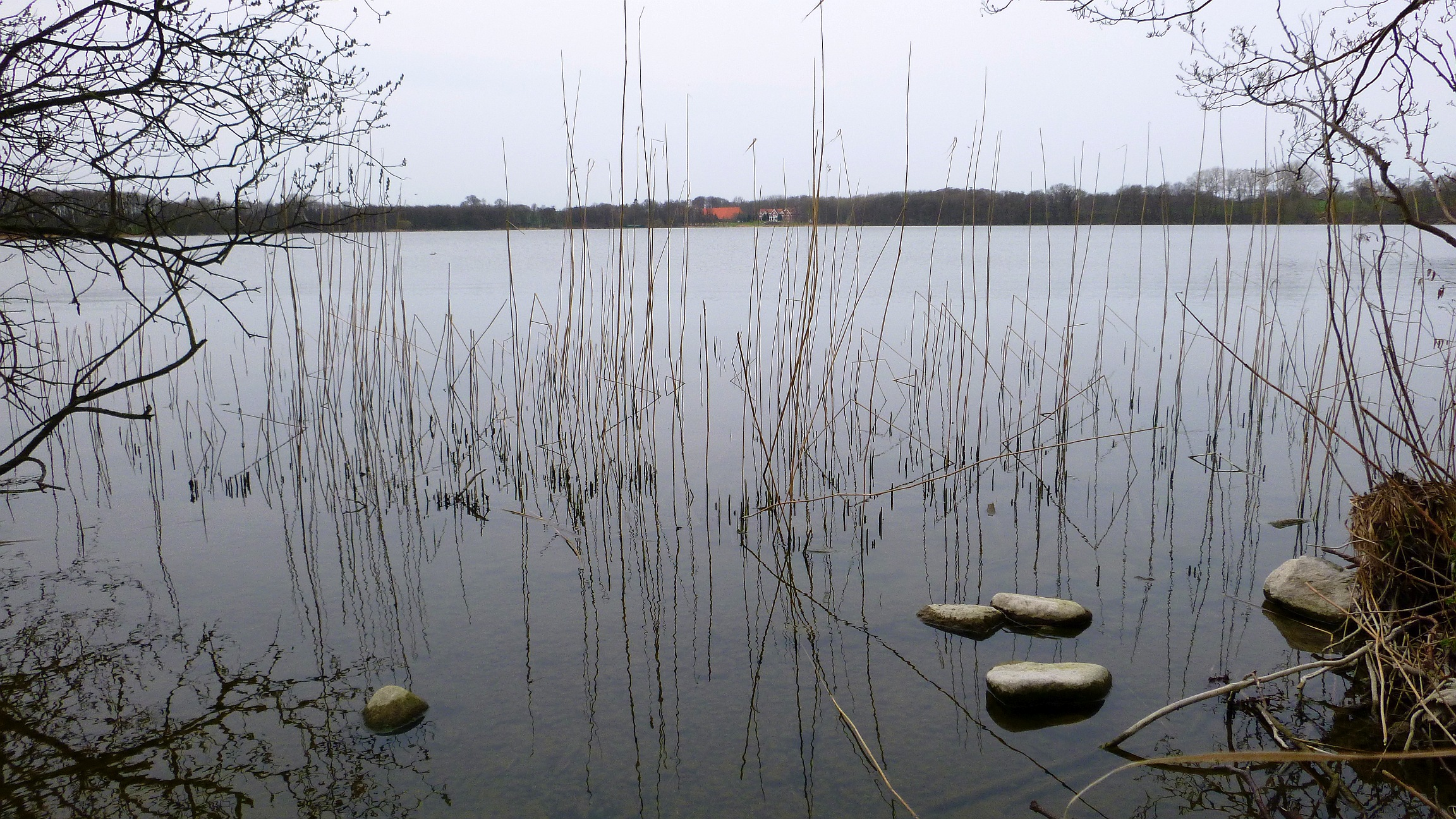

54°29′16″N 9°53′25″E / 54.487791°N 9.890342°E
黑默爾馬克湖（德語：Hemmelmarker See），是德國的湖泊，位於該國北部石勒蘇益格-荷爾斯泰因州，由倫茨堡-埃肯弗德縣負責管轄，面積0.82平方公里，平均水深3米，最大水深6.2米。